# Новый книжный
«Но́вый кни́жный» — крупное российское книготорговое предприятие.
Компания «Новый книжный — Буквоед» была третьей крупнейшей книготорговой организацией в России в 2009 году. В сентябре 2017 года сеть завершила ребрендинг. Теперь все магазины онлайн и оффлайн представлены под единым брендом — «Читай-город». Объединенная розничная сеть «Читай-город — Буквоед» насчитывает более 570 магазинов.

## История
Первый магазин под брендом «Новый книжный» был открыт в 2000 году в Москве около станции метро «Октябрьское Поле». На начало 2012 года сеть магазинов «Новый книжный» насчитывает 53 магазина в Москве и 17 других городах России.
Магазины сети представляют собой разноформатные торговые точки: от небольших, площадью менее 100 м², до книжных супермаркетов более 900 кв. м.

### Краткая хронология развития сети магазинов «Новый книжный»
- 1992 год — открытие небольших торговых точек возле станций московского метро
- 2000 год — в Москве открыт первый магазин[5] под вывеской «Новый книжный»
- 2003 год — в Москве открыто более 20 магазинов «Новый книжный»
- 2004 год — открытие первого регионального магазина «Новый книжный» в г. Тула
- 2006 год — московский магазин «Новый книжный» в Кузьминках (Москва) и «Новый книжный» в Калуге (ТРК «Калуга XXI век») стали победителями конкурса «Лучший магазин России»
- 2007 год — магазин «Новый книжный» в Ростове-на-Дону выиграл конкурс «Лучший магазин России»
- 2007 год — В 2007 году бренд «Новый книжный» вошел в состав Объединенной розничной сети «Новый книжный — Буквоед», генеральным директором которой является Михаил Викторович Иванцов. Объединенная компания «Новый книжный — Буквоед» включает в себя три бренда: «Новый книжный», «Читай-город», «Буквоед» и на начало 2012 года насчитывает более 200 магазинов по всей России и 37 магазинов на Украине.
- 2009 год — ребрендинг компании, открытие первых магазинов под новым брендом «Читай-город»
- 2010 год — создана и начала работать Единая справочно-информационная служба
- 2010 год — проведена благотворительная акция «Книги открывают сердца»[6], в ходе которой собрано более 25 000 книг. Таким образом, были собраны средства для 39 социальных учреждений в 16 регионах России. Финал акции состоялся в Челябинске 31 марта 2010 года[7].
- 2011 год — создание на базе московского магазина «Новый книжный» в Кузьминках Детского развивающего центра «Морковка»
- 2011 год — совместно с Федеральным Агентством по печати и массовым коммуникациям, Издательским Советом Русской Православной Церкви проведена благотворительная акция «Подари книгу детям»[8]
- 2012 год — в партнерстве с сетью книжных магазинов «Читай-город» стартовала благотворительная акция «Протяни руку лапам»[9]. В акции участвуют 9 городов. Суть акции заключается в предоставлении материальной помощи приютам для бездомных животных в Екатеринбурге, Волгограде, Иваново, Краснодаре, Новосибирске, Самаре, Саратове, Челябинске и Москве.

## Ассортимент

### Товары
Ассортимент продаваемых товаров (в процентном соотношении от общего количества):
| Книги                 | 81,03 % |
| Канцелярские товары   | 6,39 %  |
| Игры, игрушки и хобби | 4,36 %  |
| Видео                 | 2,27 %  |
| Сувениры              | 2,18 %  |

### Услуги
Магазины сети предоставляют также набор дополнительных услуг:
- заказ книг,
- формирование библиотек,
- бесплатный доступ в Интернет,
- продажа билетов на массовые мероприятия.

Для удобства покупателей создана Единая справочно-информационная служба, предоставляющая информационные услуги о наличии книг в определенном магазине вне зависимости от его расположения. Отыскать книгу можно по названию, по автору и другим параметрам.

## Акции и мероприятия
Различные маркетинговые акции и досуговые мероприятия: творческие мастер-классы, психологические тренинги, встречи с авторами, программы, направленные на поддержание интереса к чтению, — характеризуют магазины сети, не только как книготорговые точки, но и как культурно-досуговые центры.
На базе крупнейшего московского магазина «Новый книжный» в Кузьминках работает Детский развивающий центр «Морковка». Для детей от 2 до 16 лет бесплатно проводятся обучающие занятия, детские чтения и тематические праздники.
В 2010 году в сети введена программа лояльности под названием «Карта Любимого Покупателя», представляющая собой накопительную систему скидок, действующую в магазинах сетей «Новый книжный» и «Читай-город».
Сеть магазинов «Новый книжный» ежегодно принимает участие в Московской международной книжной выставке-ярмарке (ММКВЯ).